# Bahamas (músico)
Afie Jurvanen (nascido em 28 de abril de 1981, em Toronto), mais conhecido pelo seu nome artístico Bahamas, é um músico canadense. Bahamas é autodidata no violão e já trabalhou com músicos como Leslie Feist, Howie Beck, Jason Collett, Jack Johnson, The Weather Station e Zeus. Canções de Bahamas são representadas pela Downtown Music Publishing.

## Discografia

### Álbuns
- Pink Strat (2009)
- Barchords (2012)
- Bahamas Is Afie (2014)
- Earthtones (2018)